# Cortina d'Ampezzo
Cortina d'Ampezzo (ladinsky Anpëz nebo Anpezo, zastarale německy Hayden) je horské město a letovisko v provincii Belluno v severním cípu severoitalského Benátska. Nachází se v Dolomitech, je populárním střediskem zimních sportů. Je známá lyžařskými závody, okolní krajinou, ubytováním a fenoménem tzv. après-ski (z francouzštiny; znamená zajít si po lyžování na drink, zatancovat apod.). V roce 1956 se zde konaly VII. zimní olympijské hry, v roce 1963 pak mistrovství světa v krasobruslení. V roce 2026 se zde a v Miláně budou konat XXV. zimní olympijské hry, které tak bude Cortina hostit znovu po 70 letech. 

## Geografie
Cortina se nachází v centru údolí Valle d'Ampezzo (údolí řeky Boite) a je umístěna mezi Cadore (na jihu) a Val Pusteria (na severu), Val d'Anisiei (na východě) a Agordem (na západě). Je téměř kompletně obklopená Dolomity. Centrum města se nachází ve výšce 1224 m n. m., nejvyšší vrchol na jeho území Tofana di Mezzo se pak tyčí do výšky 3244 m n. m.

## Charakter města
Původně se dnešní Cortina skládala z několika izolovaných vesnic. Během 50. let 20. století se ale s rozvojem turismu rychle rozrostla. Pouze vzdálenější vesnice zůstaly odloučené a izolované od města. 

## Podnebí
Klima v Cortine d'Ampezzo je typicky alpské, s krátkými léty a zimami kolísajícími mezi studenými, sněžnými a mírnými. Průměrné sezóny bývají deštivé, studené s velkými poryvy větru.

## Kultura
Cortina hostila v roce 1956 zimní olympijské hry. Původně měla pořádat hry již v roce 1944, ale ty byly v roce 1941 odvolány kvůli probíhající druhé světové válce, stejně jako letní hry.
Město také bylo domovem olympijského vítěze v bobování Eugenia Montiho, který byl prvním držitelem Medaile Pierra de Coubertina.
Okolí Cortiny bylo místem natáčení velkého množství filmů, např. horolezecké scény z filmu Cliffhanger, dále se zde natáčel fantasy snímek Planeta Krull, bondovka Jen pro tvé oči nebo Růžový panter.

## Politika
V říjnu roku 2007 ve městě proběhlo referendum, ve kterém přibližně 80 % obyvatel hlasovalo pro odtržení Cortiny a okolí od Benátského kraje a připojení ke kraji Tridentsko-Horní Adiže (Trentino-Alto Adige čili Jižní Tyrolsko). Důvodem byla především vyšší autonomie tohoto kraje a nižší daně, ale změna by měla oporu i v historii, protože k Benátsku byla Cortina připojena teprve roku 1923 a předtím po staletí patřila do Tyrolska. Nicméně pro uskutečnění tohoto přesunu bylo třeba, aby celou věc schválily obě komory italského parlamentu, a zároveň i vláda benátského kraje, což se nestalo.